# 라타

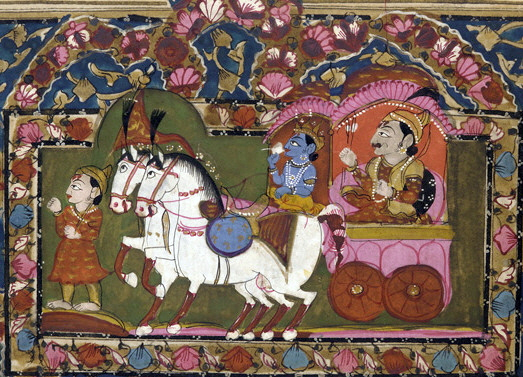
쿠루크셰트라에서 아르주나의 전차를 끄는 크리슈나, 18~19세기 그림.

라타(인도이란조어 : *Hrátʰas , 산스크리트어 : रथ, rátha, 아베스타어 : raθa)는 바퀴살이 달린 고대 전차 또는 수레를 가리키는 인도이란 용어이다.

## 하라파 문명

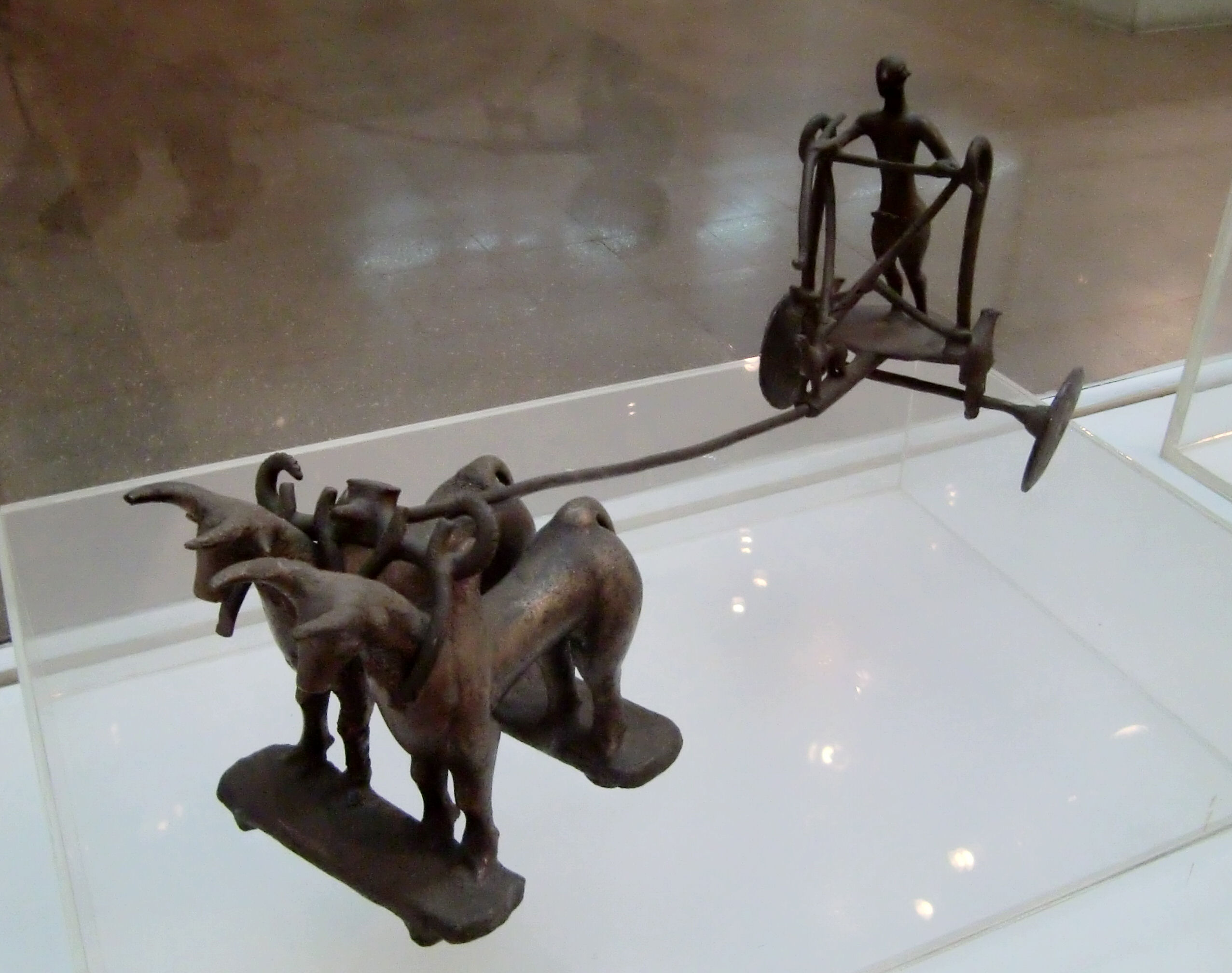
마하라슈트라주의 다이마바드에서 발굴한 기원전 2000년경 후기 하라판의 소 수레와 기수의 구리 조각상.

인도 아대륙의 다이마바드와 하라파의 인더스 계곡 문명 유적지에는 이미 기원전 3500년 라비 단계에서 테라코타 모형 수레를 사용했다는 증거가 있다. 인더스 문명에는 바퀴 달린 차량(특히 소형 모델)의 증거가 있지만 전차는 없다. 케노이어에 따르면,
하라파 시대(BC 2600-1900) 동안 하라파와 인더스 지역 전역의 다른 지역에서 테라코타 수레와 바퀴 유형이 극적으로 증가했다. 이 도시 확장 및 무역 기간 동안 스포크 바퀴에 대한 묘사를 포함하여 수레와 바퀴의 다양성은 문체 및 문화적 선호도뿐만 아니라 다양한 기능적 요구를 반영할 수 있다. 인더스 계곡 지역의 독특한 서체와 수레의 초기 출현은 그것이 토착 기술 발전의 결과이며 초기 학자들이 제안한 서아시아나 중앙아시아로부터의 확산이 아님을 시사한다.

인도아리아인 토착주의자들은 기원전 2천년 초에 인도아리아인 이전 전차의 존재를 주장했다. 고고학자 BB Lal은 2005~2006년 비라나(Bhirrana) 발굴에서 보여진 것처럼 선(또는 낮은 구호 선) 및 유사한 인장이 발견된 테라코타 바퀴가 하라판 문명에서 바퀴살 전차의 존재와 사용을 나타낸다고 주장한다. 바그완 싱도 비슷한 주장을 했으며, SR 라오는 다이마바드에서 청동 모델의 전차에 대한 증거를 제시했다.
인도(시나울리)에서 발견된 가장 초기의 구리-청동기 시대 수레는 기원전 1900년으로 거슬러 올라가며, 일부 학자들은 말이 끄는 전차로 해석했으며, 이는 말을 중심으로 한 인도-아리아인의 도착보다 앞선 것이다. 이에 다른 학자들은 견고한 바퀴가 전차가 아니라 수레에 속한다는 점을 지적하며 반박한다.

## 인도아리아인

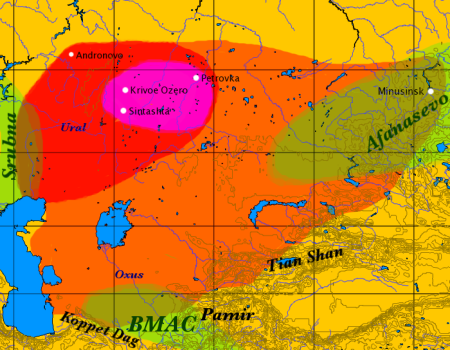
신타슈타-페트로브카 문화 내에서 바퀴 살 바퀴 전차 발견 영역은 보라색으로 표시된다.

### 원시 인도이란인
말이 끄는 전차와 그 숭배 및 관련 의식은 인도이란인에 의해 전파되었으며, 말과 말이 끄는 전차는 인도아리아인에 의해 인도에 도입되었다.
남부 중앙아시아(Oxus)에서 전차에 대한 가장 초기의 증거는 아케메데스 시대로 거슬러 올라간다(암각화에서 볼 수 있듯이 소가 끄는 전차는 제외). 매장된 안드로노보인 전차는 옥수스 남쪽에서 발견되지 않았다.

### 문헌 증거

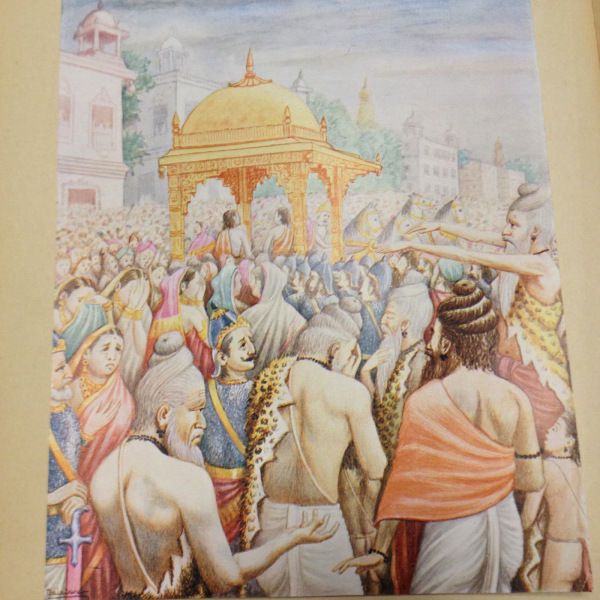
라마는 라타를 타고 숲으로 간다.

전차는 리그베다에서 두드러지게 나타나 기원전 2000년에 인도에 존재했음을 입증한다. 특히 리그베다에서는 라타(전차) 아나스(수레)를 구분하고 있다. 리그베다 전차는 샬말리 (RV 10.85.20), 카디라 및 심사파(RV 3.53.19) 등의 나무로 만들어진 것으로 묘사된다. 바퀴의 수는 다양하지만 각 구성에 대한 전차 치수는 술바수트라에서 찾을 수 있다.
전차는 또한 다른 베다, 푸라나 및 힌두 서사시(라마야나 및 마하바라타)를 포함하여 후기 텍스트에서 두드러지게 나타난다. 사실, 힌두교 판테온에 있는 대부분의 신들은 그것들을 타고 있는 것으로 묘사된다. 리그베다 신들 중 특히 우샤스(새벽의 여신)는 전차를 타고 있으며 아그니는 신과 인간 사이의 메신저 역할을 한다. RV 6.61.13에서 사라스바티강은 전차처럼 넓고 빠른 것으로 묘사된다.

### 유적
빈디아 범위의 사암에 있는 암각화 사이에는 전차에 대한 묘사가 몇 개 있다. 전차에 대한 두 개의 묘사가 미르자푸르 지역의 모르하나 파하르에서 발견된다. 하나는 말 한 마리의 머리가 보이는 두 마리의 말 팀을 보여준다. 다른 하나는 4마리의 말이 끄는 6개의 살이 달린 바퀴를 가지고 있으며 마부가 큰 전차 상자에 서 있는 모습을 보여준다. 이 전차는 방패와 철퇴를 휘두르는 인물이 그 길에 서 있고 활과 화살로 무장한 또 다른 인물이 전차의 오른쪽 측면을 위협하는 가운데 공격을 받고 있다. 이 그림은 갠지스 지역의 일부 중심지 – 야무나 평원에서 아직 신석기 시대의 사냥 부족 영토까지 BC 초기 세기로 거슬러 올라가는 이야기를 기록하고 있다고 제안되었다. 산치 사리탑에 새겨진 매우 사실적인 전차는 대략 기원전 1세기로 거슬러 올라간다.

## 힌두교 사원 축제의 라타
힌두교에서 라타는 바퀴가 달린 나무로 만든 전차 또는 자동차를 의미한다. 라타는 말이나 코끼리가 끄는 밧줄로 수동으로 운전할 수 있다. 라타는 주로 남인도의 힌두교 사원에서 라토우사바(전차 축제)를 위해 사용된다. 축제 기간 동안 사원 신들은 만트라, 찬가, 숄로카 또는 바잔의 노래와 함께 거리를 통과한다.
라타 야트라(Ratha Yatra)는 6월 또는 7월에 인도 오디사주 푸리에서 열리는 자간나트와 관련된 거대한 힌두교 축제이다.

사원 라타
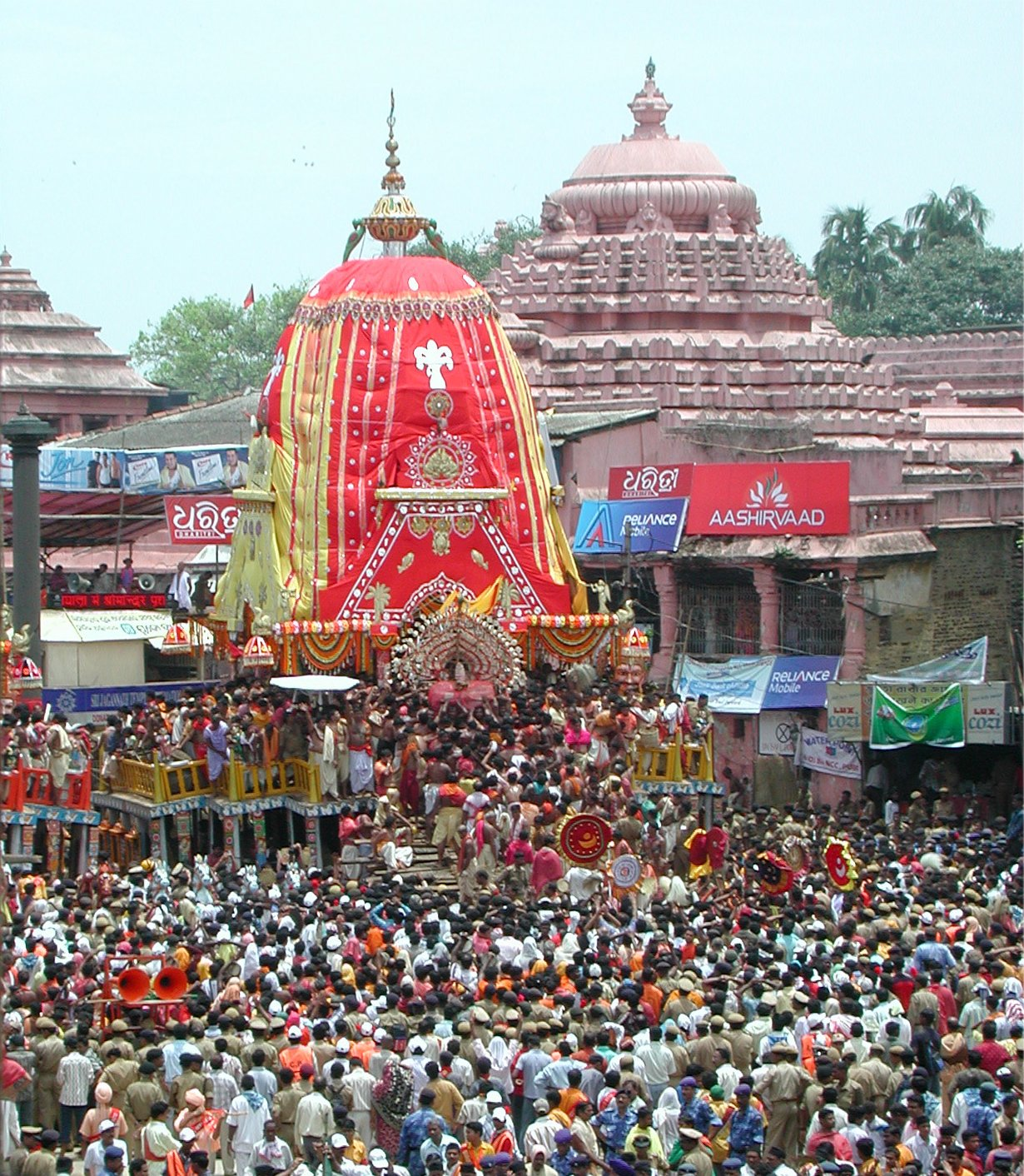
2007년 푸리 자간나트 사원의 그랜드 애비뉴에 있는 라스 자트라.
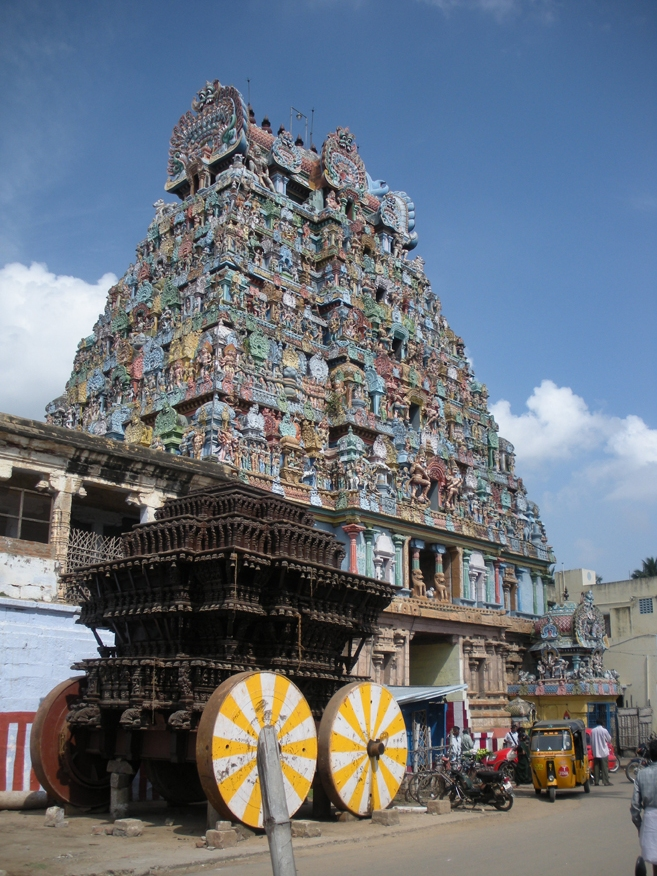
사원 라타 중 하나가 있는 우뚝 솟은 라자고푸람.
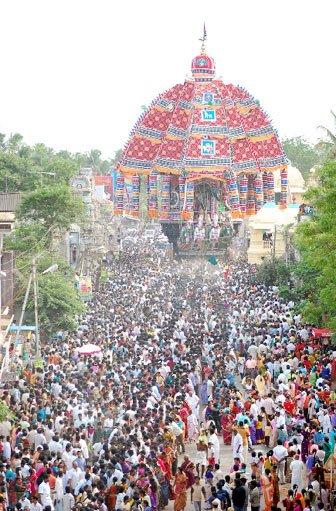
티루바루르 전차 축제의 그레이트 테와르.
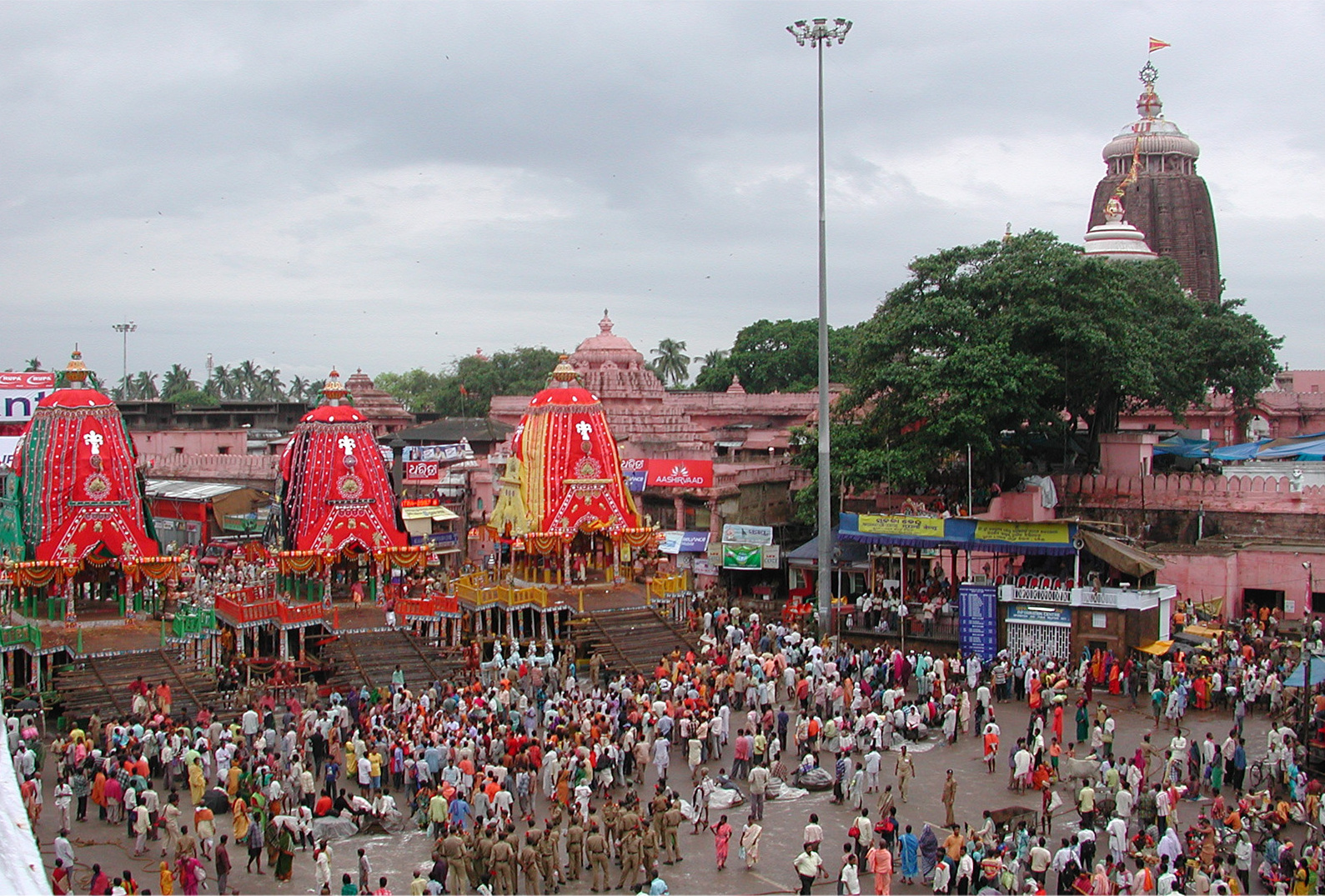
사원을 배경으로 신들의 세 수레를 보여주는 푸리 라타 야트라.
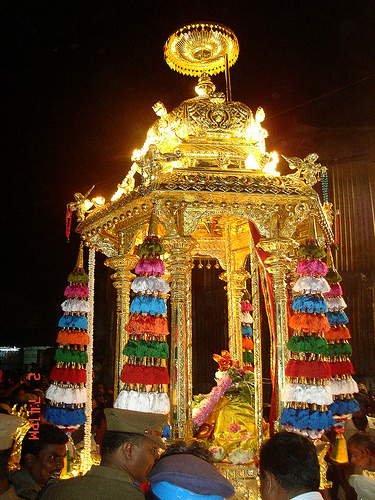
티루넬벨리 넬라이아파르 사원 황금 라타 사진.
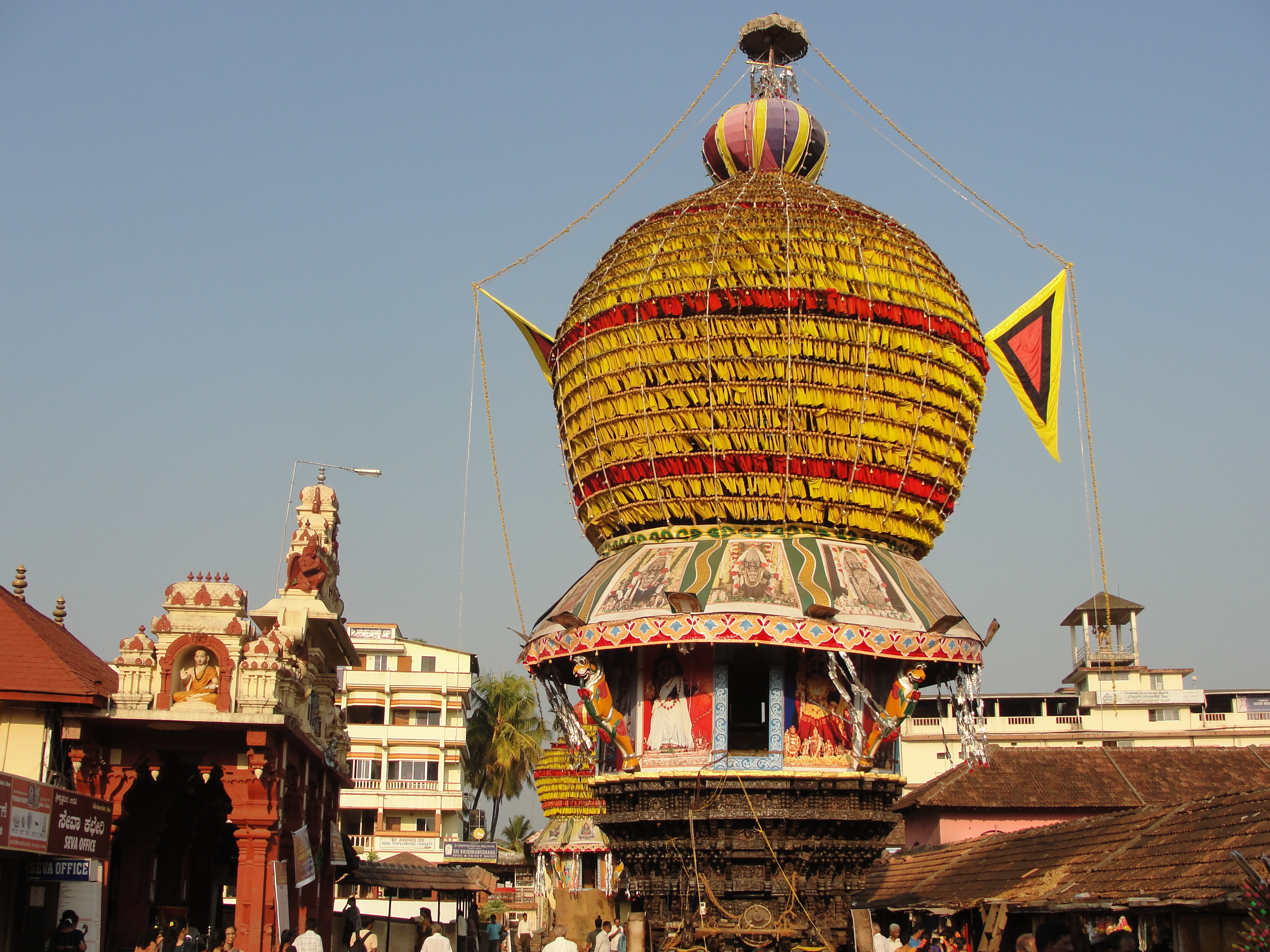
인도 카르나타카주 우두피에 있는 스리 크리슈나 사원의 템플카(장식).
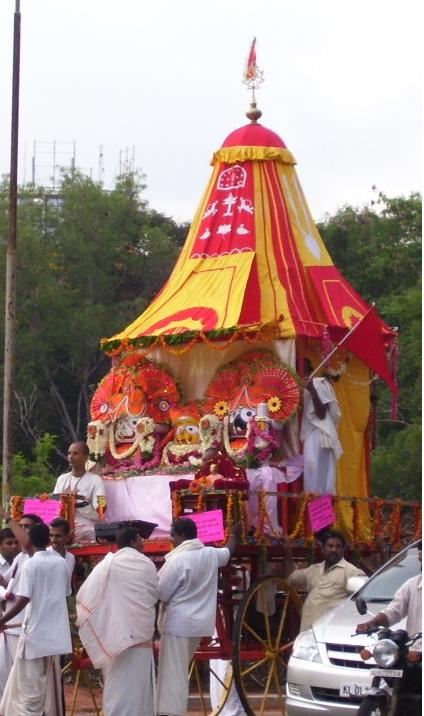
인도 티루바난타푸람의 ISKCON 라타 야트라.
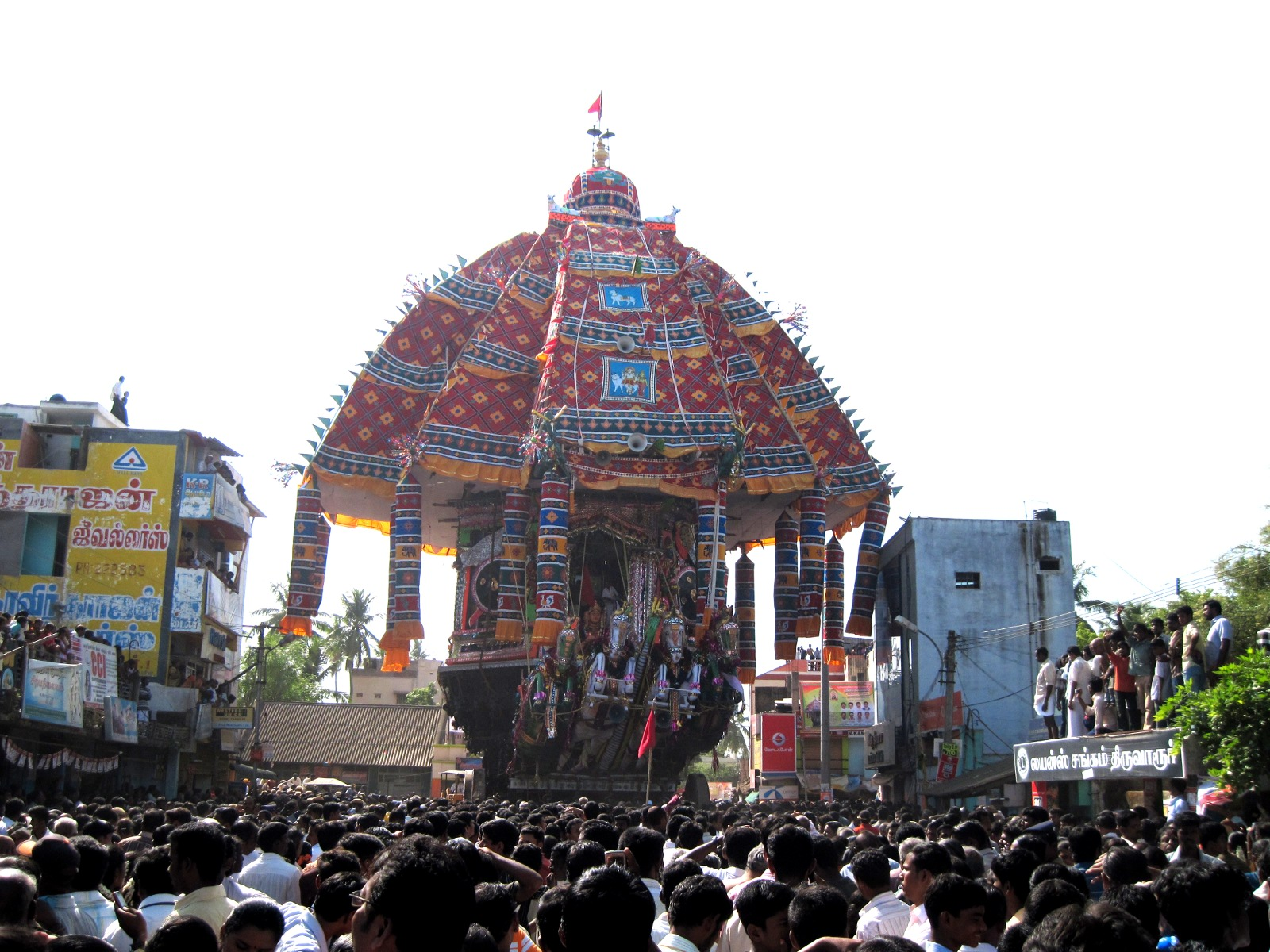
타밀나두에서 가장 큰 티루바루르 사원 라타.
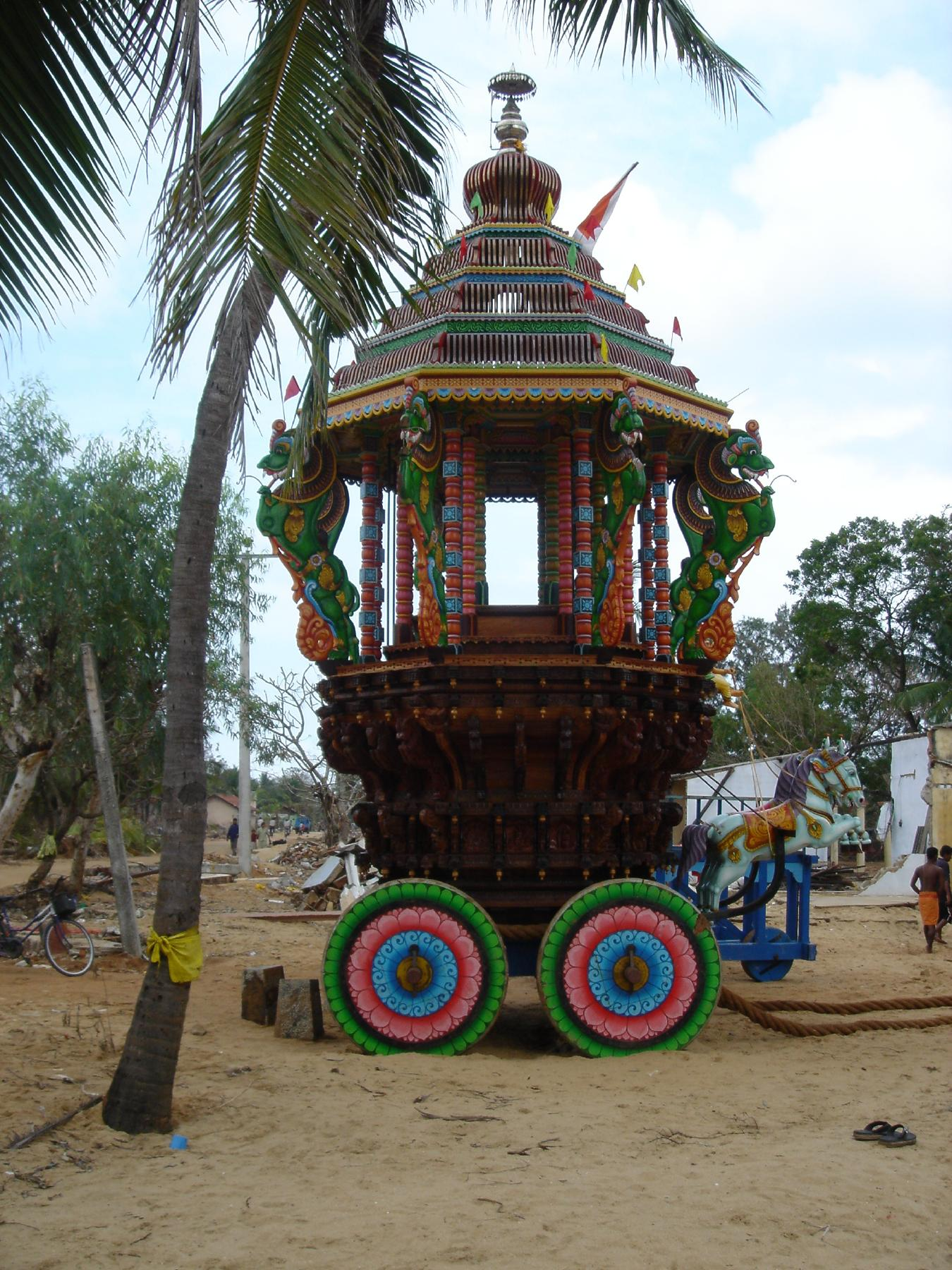
스리랑카 콜롬보의 사원 라타.
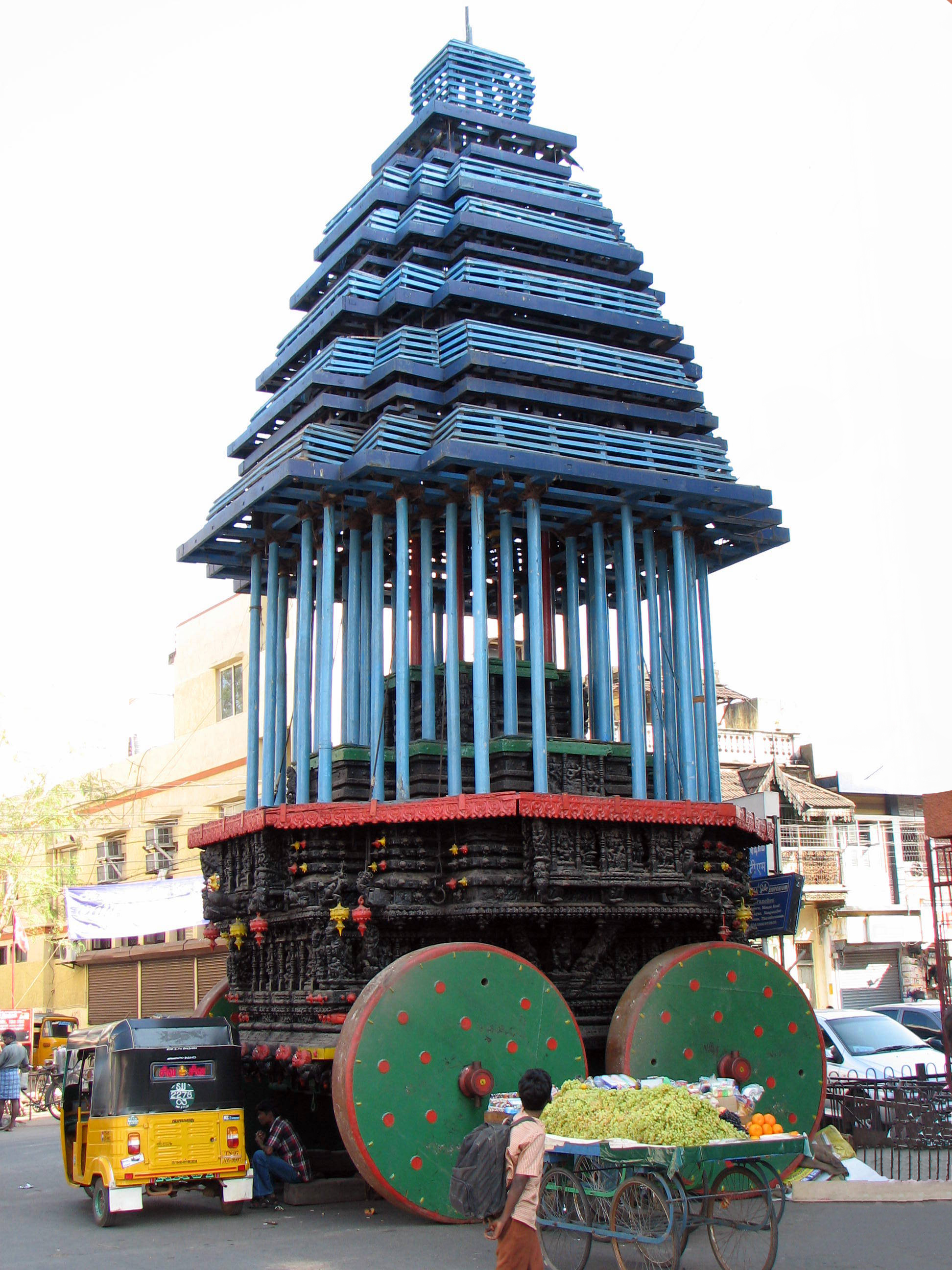
인도 첸나이의 사원 라타.
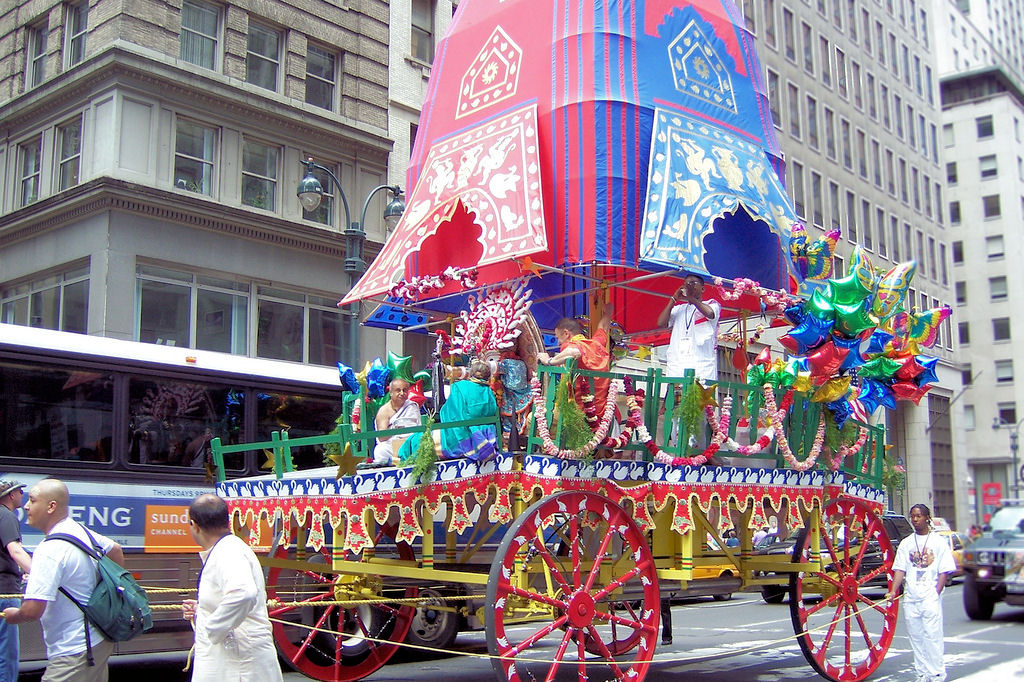
ISKCON이 주최하는 뉴욕시의 라타 야트라 축제.
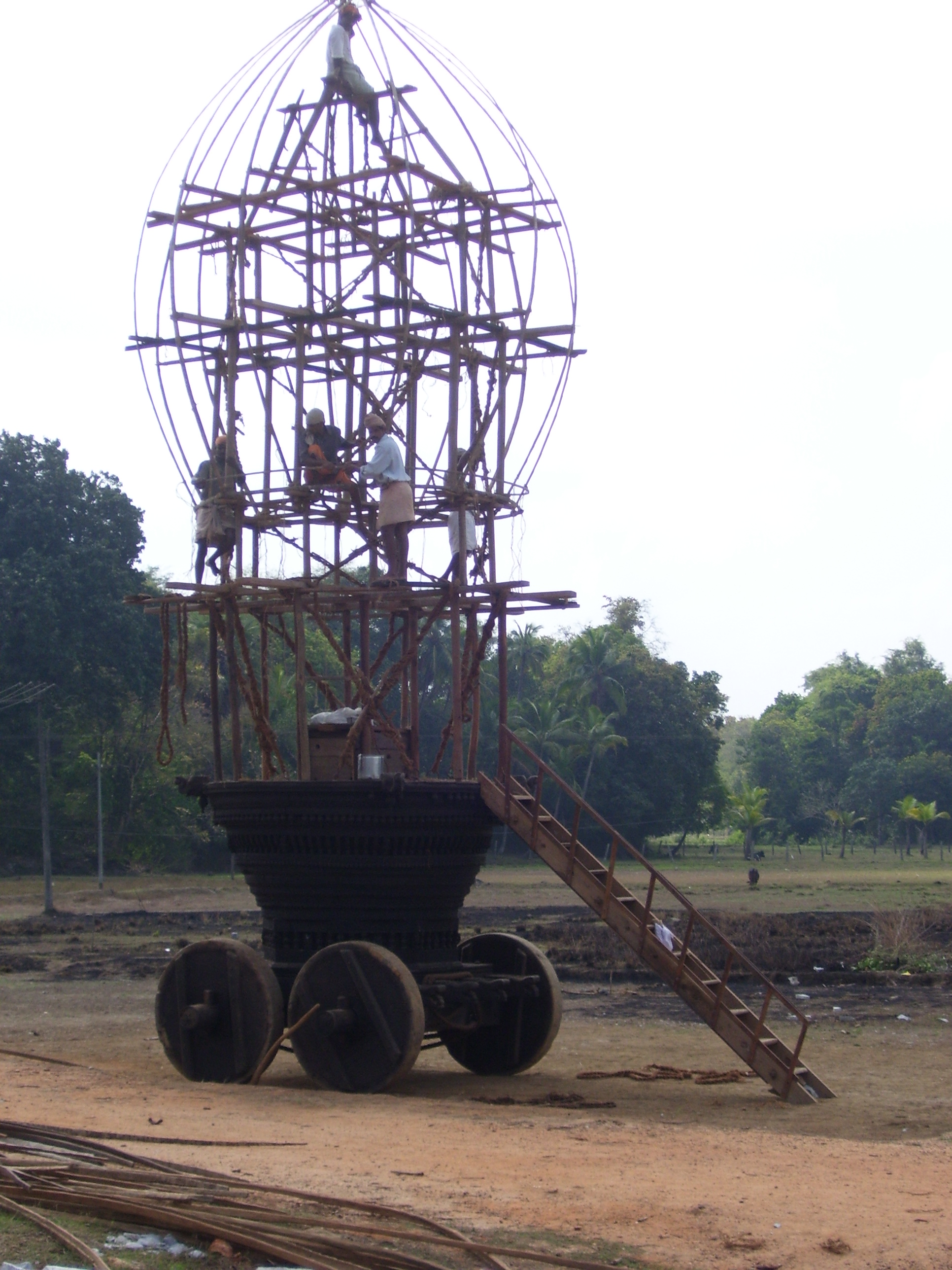
라타 건설.
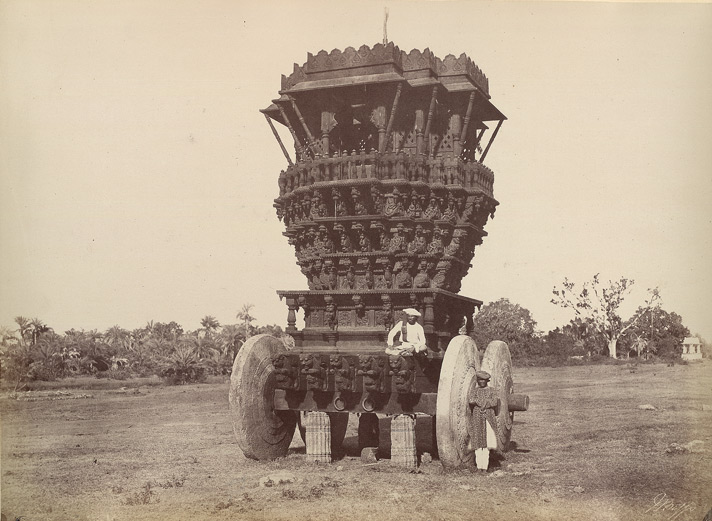
카르나타카주 바다미에 있는 바나샨카리 암마 사원의 목조 라타.
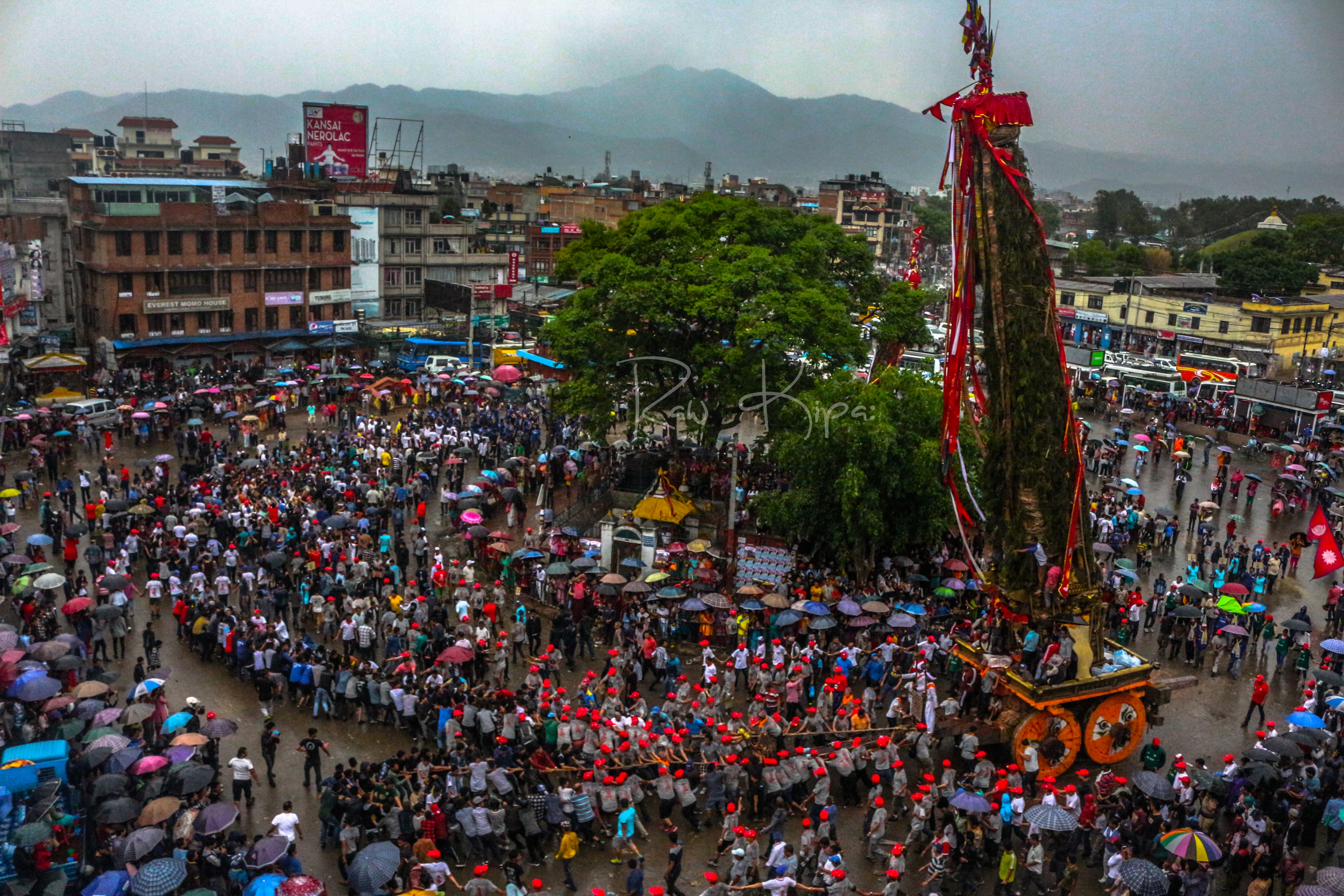
네팔 랄리트푸르의 라토 마친드라나트 자트라.
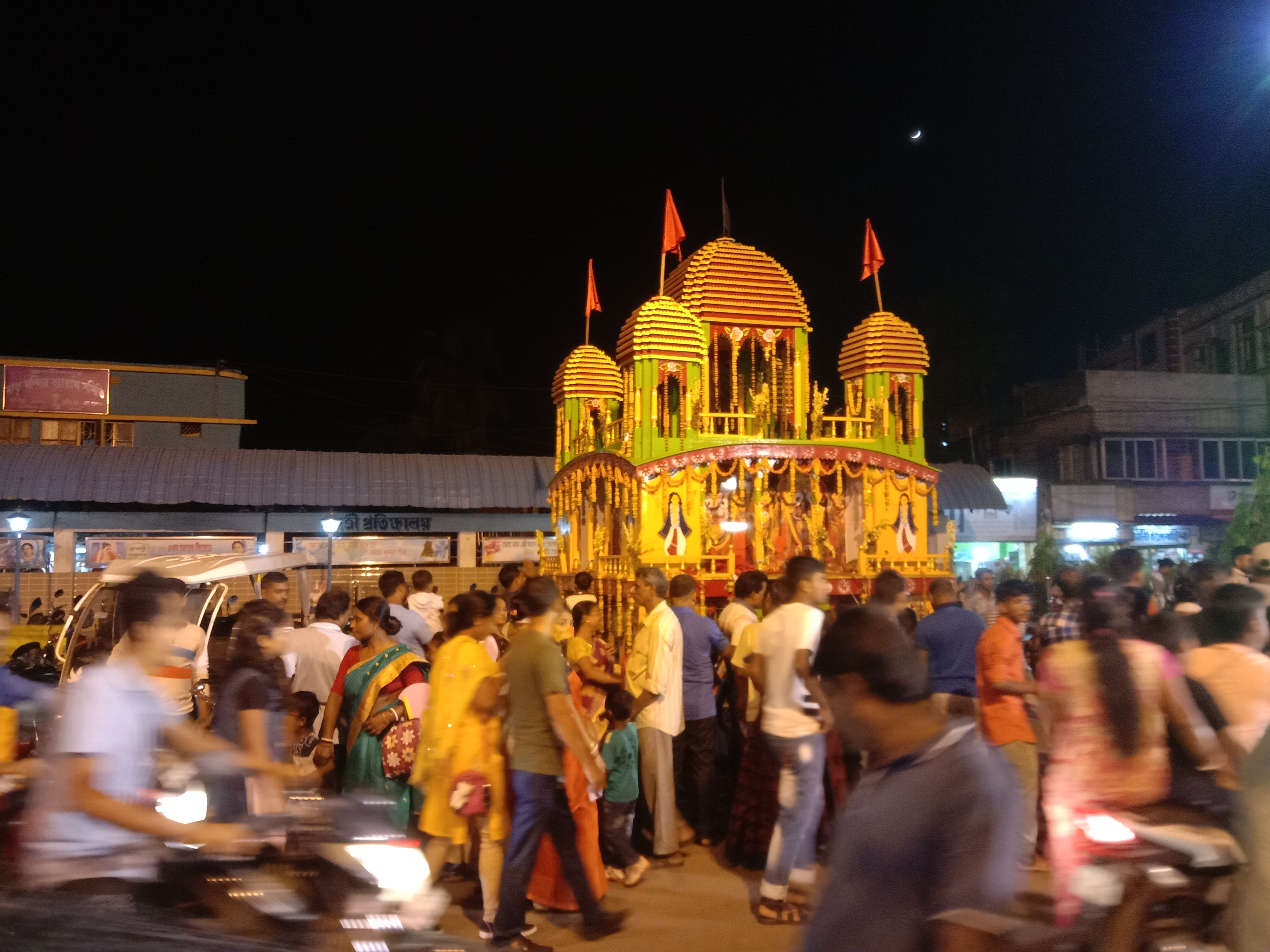
서벵골주에 있는 자가디쉬푸르의 전차.

## 라타스 건물
일부 힌두 사원에는 거대한 수레 모양을 하고 있거나 사원 수레처럼 신성을 담고 있기 때문에 라타스라는 이름의 사당이나 건물이 있다.
가장 잘 알려진 것은 마하발리푸람에 있는 판차라타스이지만 전차 모양은 아니다.
또 다른 예는 태양 전차의 상징으로는 12개의 바퀴 조각이 있는 플랫폼 위에 지어진 코나라크 태양신 사원의 자가 모한이다.

라타 건물
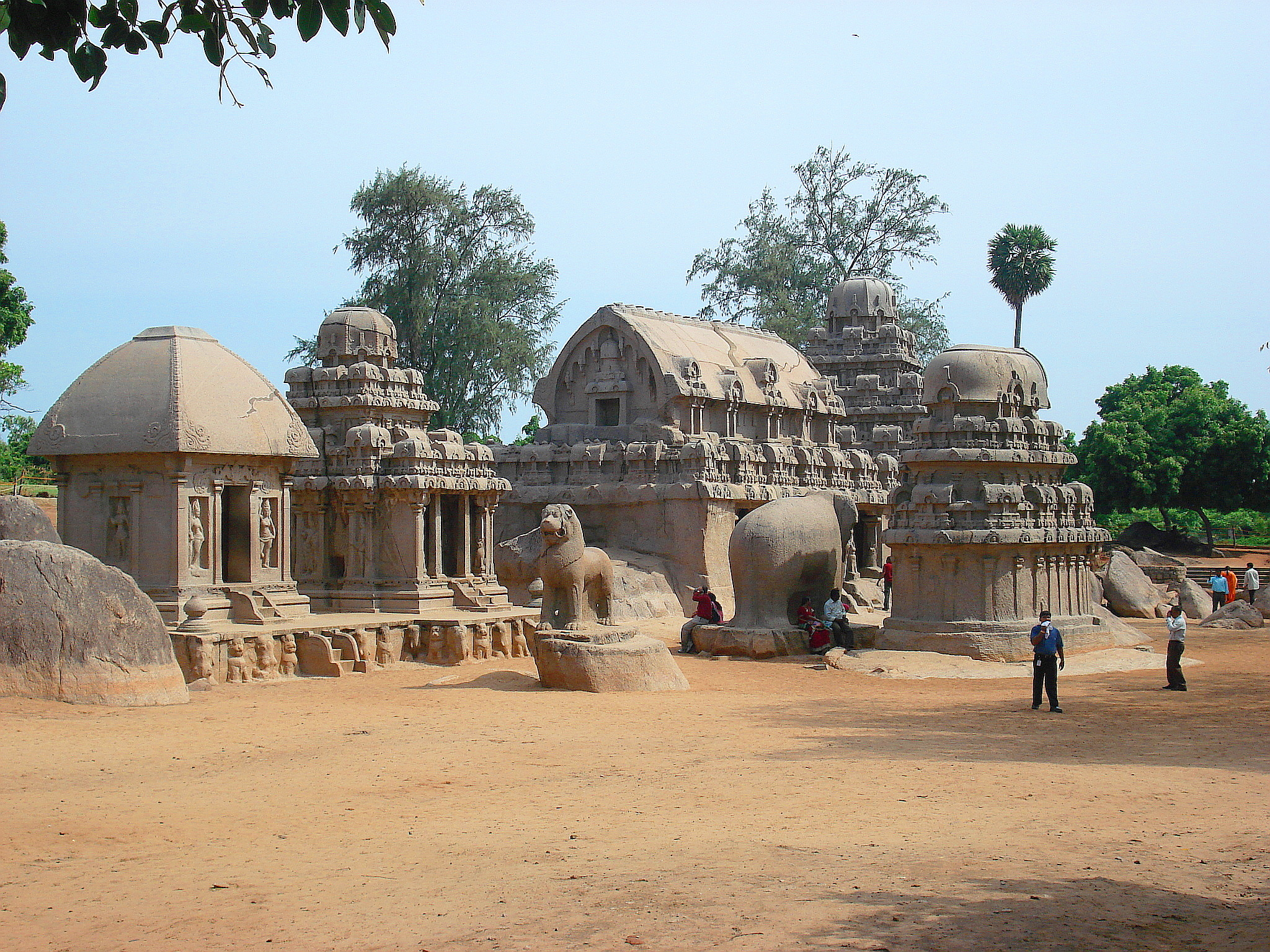
타밀나두주 마말라푸람에 있는 판차 라타스.
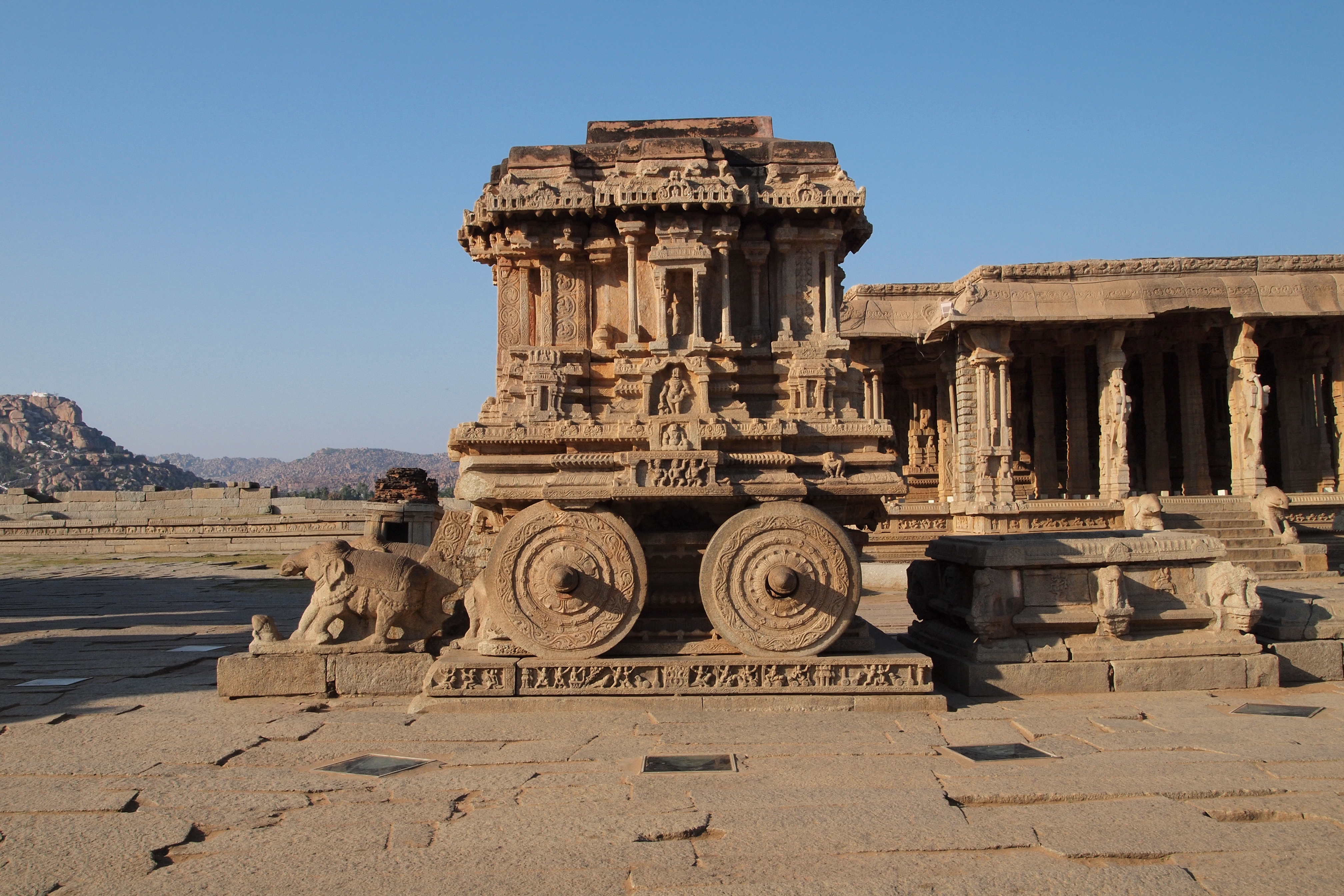
카르나타카주 함피의 비탈라 사원에 있는 칼리나 라타 건물.
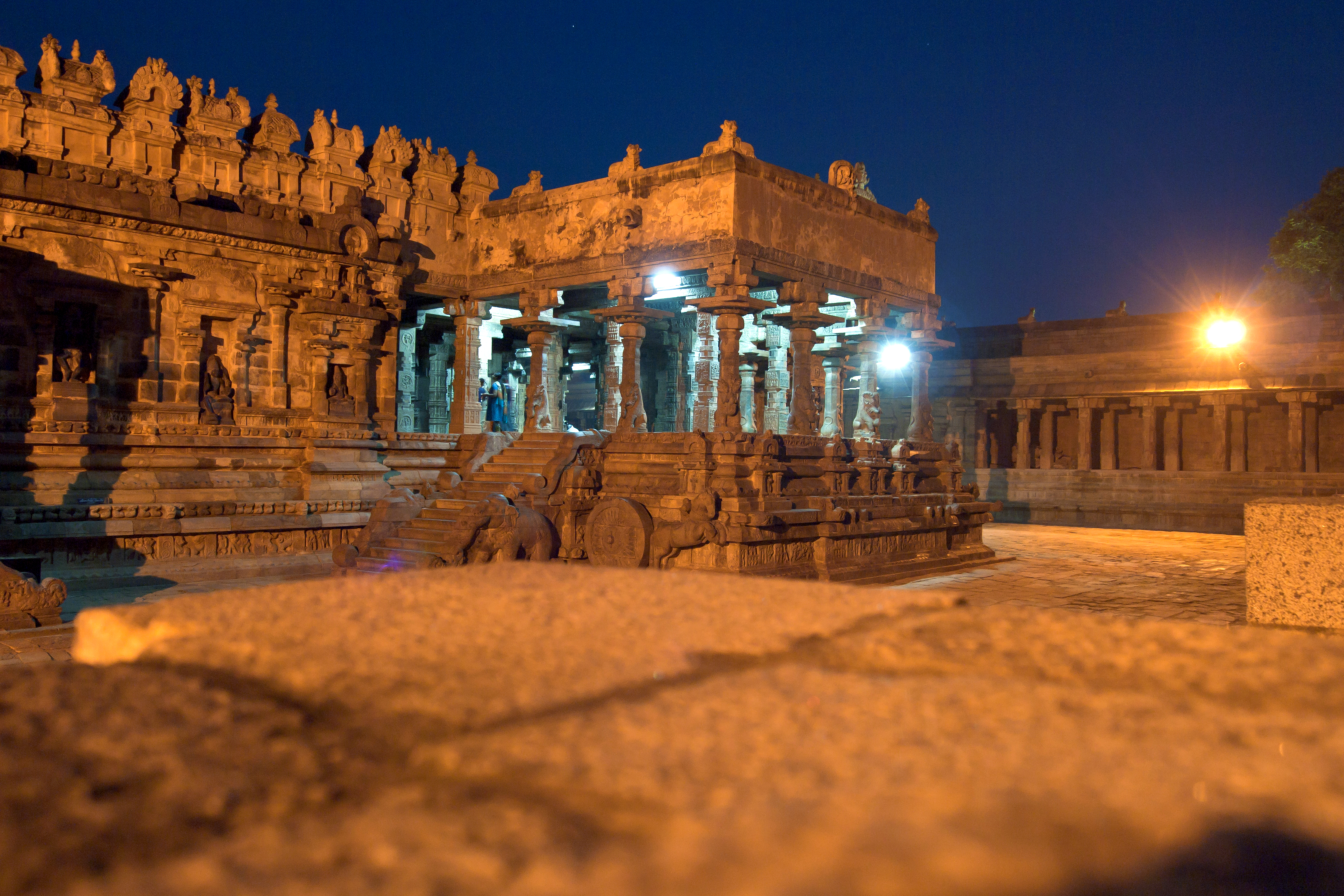
타밀나두주 다라수람 아이라바테스와라 사원의 라타 건물
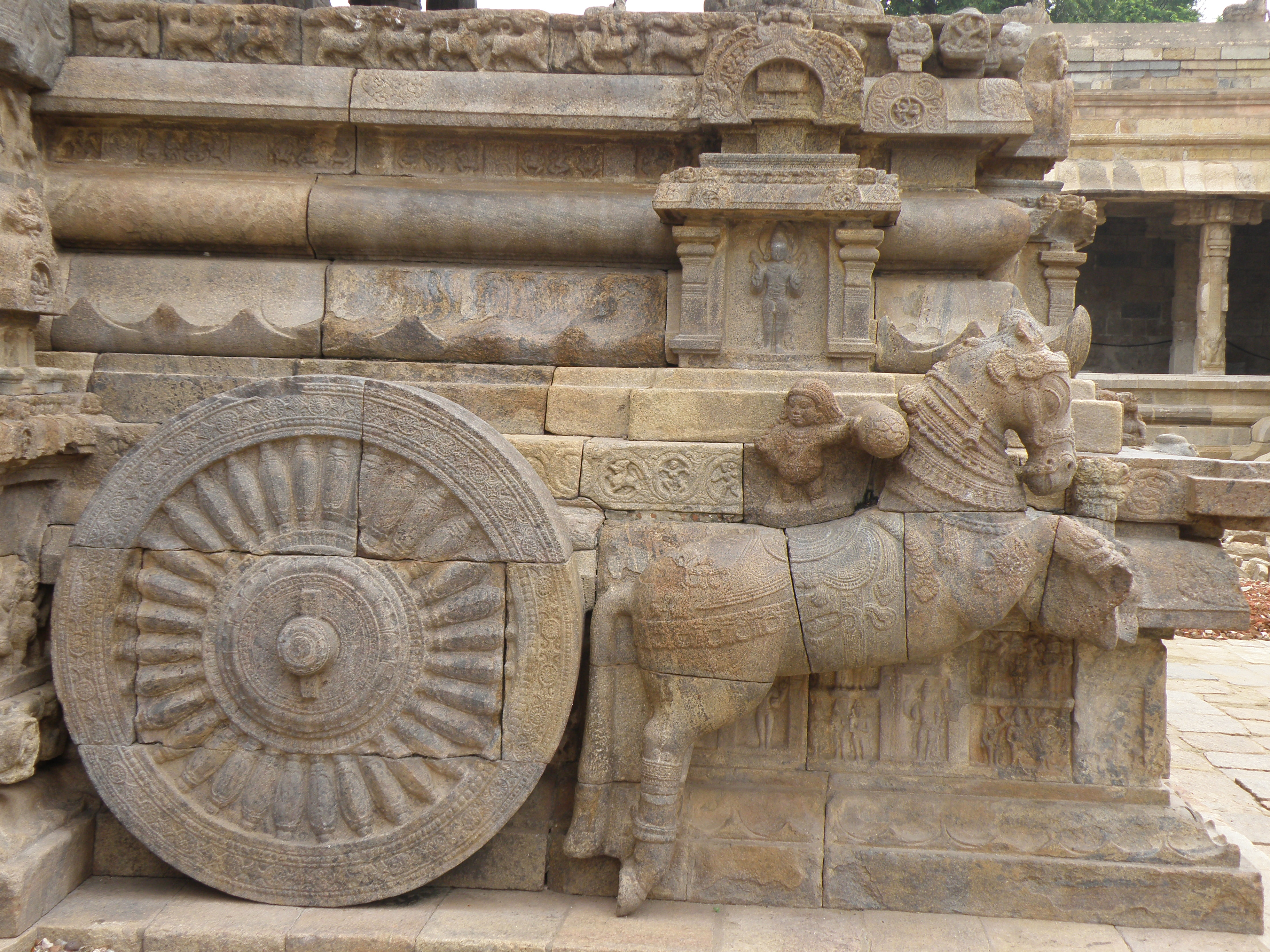
타밀나두주 다라수람에 있는 아이라바테스바라 사원의 라타 건물.
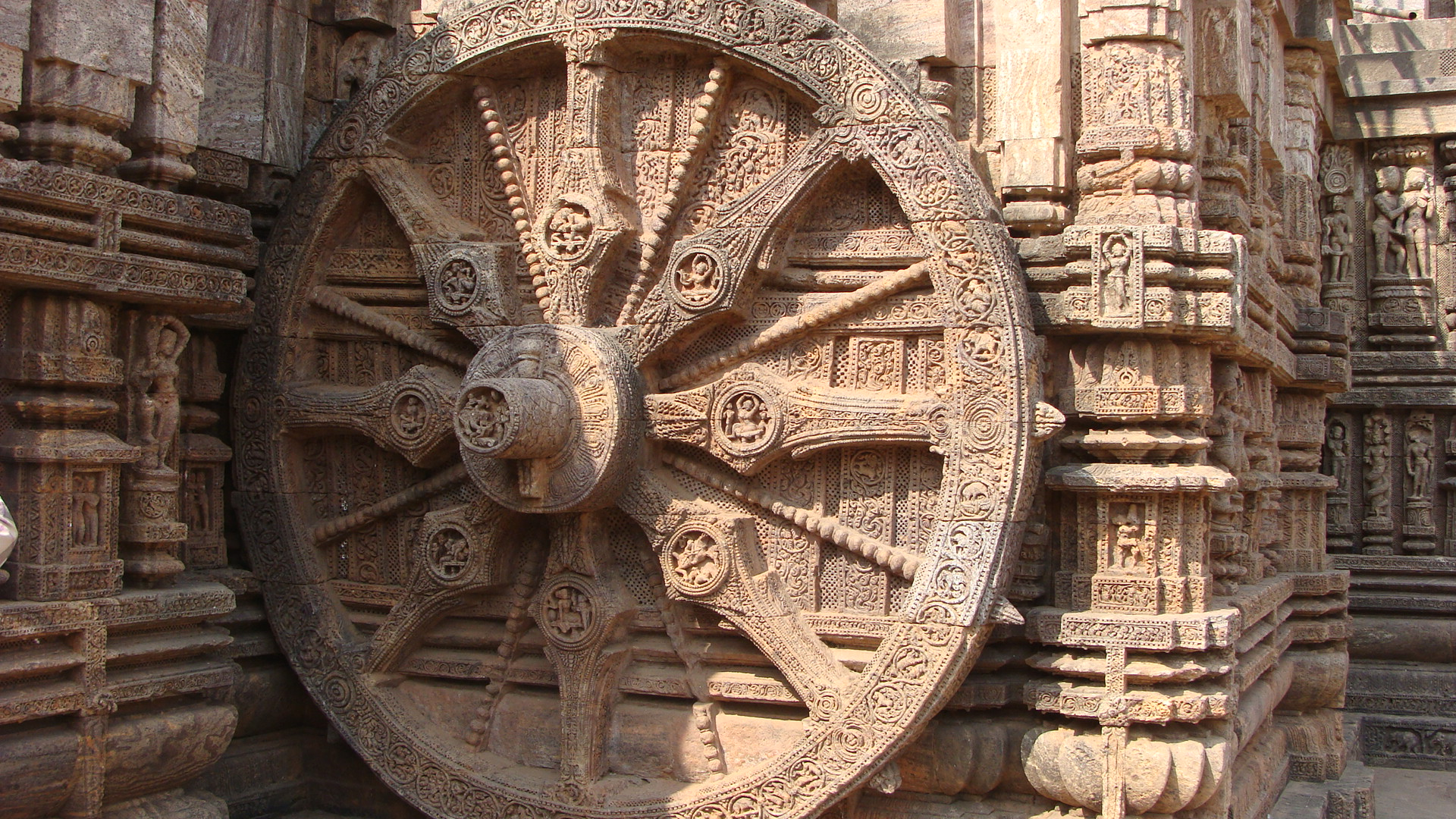
코나라크 태양 사원의 라타 바퀴.